# Торук
Торук (кирг. Торук) — село в Аксыйском районе Джалал-Абадской области Кыргызстана. Входит в состав Мавляновского айылного аймака.

## География
Село расположено в южной части области, вблизи государственной границы с Узбекистаном, на расстоянии приблизительно 10 километров (по прямой) к юго-востоку от города Кербен, административного центра района. Абсолютная высота — 997 метров над уровнем моря.

## Население
Согласно оценочным данным Национального статистического комитета Кыргызской Республики, численность населения села на начало 2023 года составляла 1950 человек.
| год     | 2009 | 2014 | 2015 | 2020 | 2021 | 2023 |
| ------- | ---- | ---- | ---- | ---- | ---- | ---- |
| человек | 1252 | 2024 | 1786 | 1969 | 1996 | 1950 |